# Parafia Matki Bożej Częstochowskiej w Trzebusce
Parafia Matki Bożej Częstochowskiej w Trzebusce − parafia rzymskokatolicka znajdująca się w diecezji rzeszowskiej w dekanacie Sokołów Małopolski. Erygowana w lipcu 1988 roku.